# 만주국 황제

만주국 황제기

만주국 황제(중국어: 滿洲國 皇帝)는 만주국의 국가 원수의 칭호이다. 제정으로 이행되기 전에는 집정(執政)이 국가 원수의 칭호였다.

## 개요

### 집정

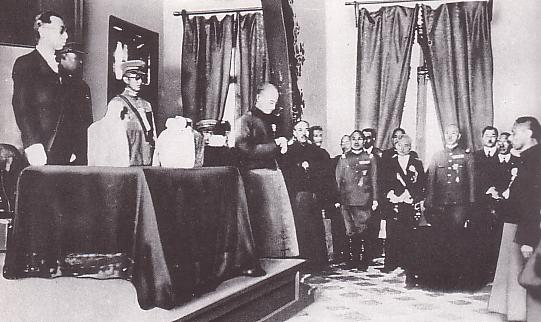
만주국 집정 취임식

만주국 건국 당시의 국가 원수의 칭호는 집정이었다. 푸이는 황제 즉위를 약속한 도이하라 겐지(土肥原賢二)의 설득을 수용하고 만주에 왔지만, 자신이 취임하는 것이 집정이며, '폐하'(陛下)가 아니고 '각하'(閣下)의 대우를 받는 것에 대하여 격노하였다. 관동군은 가까운 장래의 제정 이행을 약속하였고, 푸이는 마지못해 집정 취임에 동의 하였다. 집정 재임 중, '폐하'라고 불러 준 일본인은 측근인 쿠도 데츠사부로(工藤鉄三郎, 후에 푸이로부터 충(忠)을 이름으로 받아서 쿠도 주로 개명)뿐이었다고 한다.

### 제정 시행

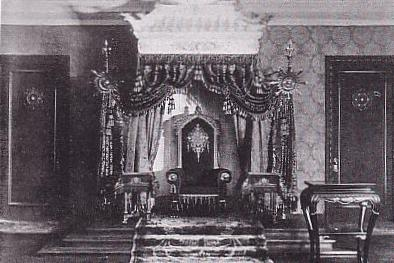
황제의 옥좌

만주국 건국 2년 후인 1934년 3월 1일, 푸이는 황제에 즉위하였다. 황제의 사무를 담당하는 궁내부가 설치되어 궁내부대신이 보필의 책임을 졌다. 그 밖에 상서부, 시종무관처, 군사자의원, 제사부의 황제 직할기관이 설치되었다. 만주국에서는 일본의 황실과의 혼동을 막기 위해서 황(皇)자를 피해 제실(帝室), 제족(帝族), 제위(帝位)라는 표현을 사용하였다.

## 역대 황제

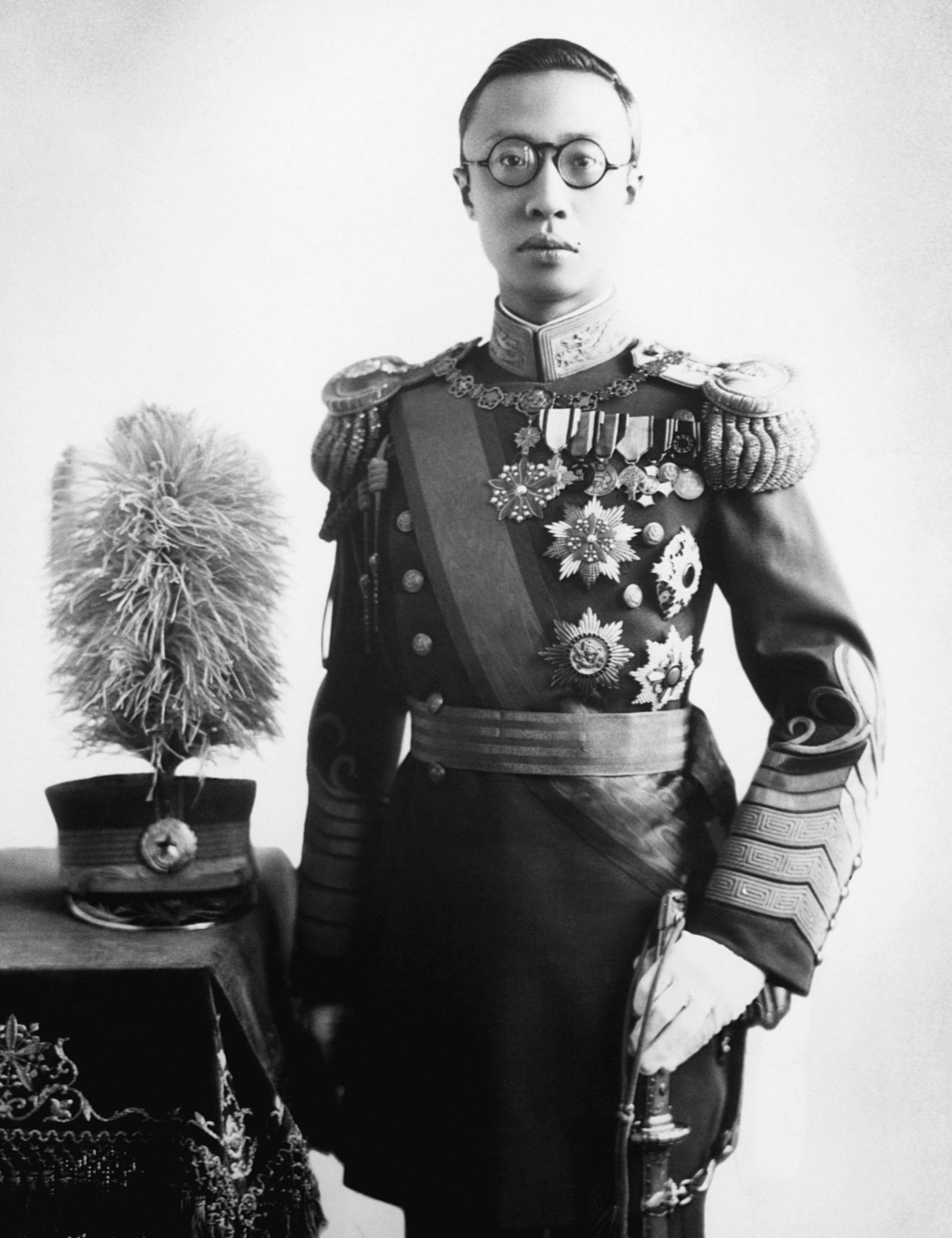
강덕제

## 황제 대권
- 법률집행권
- 칙령발포권
- 관제제정・문무관임면권
- 만주국군의 통수권
- 선전・강화・조약체결권
- 영전수여권
- 은사권

## 황실
푸이와 그의 신하들은 만주국이 청나라의 부활이며, 후청(後淸), 북청(北淸)이라고 칭해져야 할 왕조라는 인식이 있었다. 그러나 1937년(강덕 4년)에 공포된 제위계승법 제1조에는 만주제국 제위는 강덕제의 남계 자손이 계승한다라고 되어, 푸이를 시조로 하는 신왕조인 것이 명기되었다. 그 때문에 만주국 황실로 여겨진 사람은 푸이(황제), 완룽(황후), 탄위링(측실·상귀인), 리위친(측실·복귀인)의 4명만으로, 아버지인 순친왕 재풍이나 남동생인 푸제를 시작으로 하는 아이신기오로 일족은 황족이 아니었다. 본래 푸이는 선제 광서제의 양자로 제위를 계승하였던 것이어서 족보상으로 순친왕가의 일족이 아니게 된 점도 고려해야 한다. 또한, 만주국의 건국과 푸이의 즉위를 반대한 순친왕이 황실로부터 배제되는 것은 당연한 일이기도 했다.

## 같이 보기
- 괴뢰 정권
- 만주국
- 푸이